# Santa Helena (Maranhão)
Santa Helena é um município brasileiro do estado do Maranhão, Região Nordeste do país. Localiza-se na microrregião da Baixada Maranhense, mesorregião do Norte Maranhense. Sua população, de acordo com estimativas do Instituto Brasileiro de Geografia e Estatística (IBGE), era de 42 483 habitantes em 2020. O município possui uma área de 2539 km². A cidade é banhada pelo Rio Turiaçú.

## História
O distrito foi criado com a denominação de Santa Helena, pela lei provincial nº 13, de 8 de maio de 1835. Sua subordinação era ao município de Guimarães. Foi elevado à categoria de vila com a denominação de Santa Helena, pela lei provincial nº 65, de 15 de junho 1938, sendo desmembrado de Guimarães. Sua sede é na atual vila de Santa Helena, tendo sido constituído do distrito sede.
O município foi emancipado definitivamente em 1935. Mas o seu povoamento teve início em princípios do século XIX, por um índio chamado Pedro Alves, que pediu uma porção de terra às margens do Rio Turiaçu, para o assentamento de uma aldeia de índios gamelas.